# TKB-059
TKB-059 (ТКБ-059) era un fucile d'assalto a tre canne, che sparava in modalità automatica, il proiettile usato era 7.62 x 39 mm creato dalla Tula State Arsenal nel 1966. Era basato sul fucile d'assalto Pribor ZB (Прибор 3Б) [1] (Опытный, на базе «прибора 3Б»). Entrambi i fucili erano stati inventati da G. A. Korobov.
L'arma usava un triplo caricatore con proiettili 7.62 x 39 mm e con capacità di 90 colpi, dove ogni canna aveva un caricatore indipendente. L'intento era di creare un'arma con un'alta probabilità di colpire il bersaglio a grandi distanze e un alto potere d'arresto. Come progetto, era stato sviluppato per contrastare il progetto armi americano SALVO. Questo fucile è stato classificato come sperimentale.
Il TKB-059 aveva un'altissima cadenza di tiro sparando grandi quantità di proiettili da fucile con un rinculo minimo in modalità automatica.